# Friedrich Gotthold Köppen
Friedrich Gotthold Köppen (* um 1700 in Potsdam; † 1769 in Berlin) war ein preußischer Geheimer Rat und Kriegszahlmeister.

## Leben
Köppen war ein Sohn des Königlichen Rats Christian Köppen. Er schrieb sich am 14. August 1716 an der Universität Frankfurt (Oder) ein und trat 1723 in den königlichen Dienst, wurde Geheimer Rat, Kriegszahlmeister (nachgewiesen ab 1744) und Rechnungsführer der Generalkriegskasse, seit 1723 oberste preußische Einnahmebehörde der direkten (Kontribution) und indirekten (Akzise) Steuern, und der „königlichen Dispositionskasse“), die erst im Siebenjährigen Krieg eine Rolle zu spielen begann. Nachdem 1751 der Geheime Kriegsrat Joachim Jacob Richter (1675–1751) verstorben war, wurde er sein Nachfolger als Leiter der Generalkriegskasse. Als General-Kriegszahlmeister nahm er für Friedrich II. während des Siebenjährigen Krieges wichtige Aufgaben wahr. So führte er nach dem Tod von Wolf Friedrich von Retzow im Jahr 1758 auf Seiten des Königs die Verhandlungen mit den Münzunternehmern. Nach Beendigung des Krieges nahm er wahrscheinlich seinen Abschied (letztmalige Nennung 1764
Köppen war verheiratet mit Christina Charlotta, geb. Daum (* 1714), Tochter des Kaufmanns und Unternehmers Gottfried Adolph Daum, und zog 1741 in das Palais Splitgerber am Quarré (ab 1814 Pariser Platz 5), das der Geschäftspartner seines Schwiegervaters, David Splitgerber, erworben hatte. Wahrscheinlich wurde er selbst Besitzer des Hauses, denn im Adresskalender von 1744 heißt es: „wohnt im Quarré in seinem Hause“. Als sein Vater 1761 starb, musste er das Haus Poststraße 16/Ecke Molkenmarkt, das sein Vater 1720 erworben hatte, wegen Erbteilung öffentlich versteigern. Sein Sohn Carl Friedrich Köppen wurde Kriegsrat und Kanonikus.